# Hemiblossia bouvieri
Hemiblossia bouvieri är en spindeldjursart som beskrevs av Kraepelin 1899. Hemiblossia bouvieri ingår i släktet Hemiblossia och familjen Daesiidae. Inga underarter finns listade i Catalogue of Life.